# Raphaël Plante
Pour les articles homonymes, voir Plante.
Le docteur Raphaël Plante est un ichtyologiste et phycologue français, un expert reconnu des  cœlacanthes travaillant sur des recherches bio-géographique sur le cœlacanthe depuis de dizaines d'années en partenariat avec Dr Hans Fricke (de). En 1985, Plante et Fricke  sont les premiers à observer le cœlacanthe in-vivo, à étudier ses comportements, et aussi à le filmer depuis Jago leur submersible. Ils sont les premiers aussi à communiquer sur le cœlacanthe. D'autre part, ces deux scientifiques tentent de recenser leur population, et démontrent leur déclin, et mettent tout en œuvre pour les protéger. 

## Ichtyologie
Ce professeur à l'Université de la Méditerranée, plus précisément à l'Institut méditerranéen d'océanologie  (DIMAR) et dans la  station marine d'Endoume, est un passionné de cœlacanthes appartenant au groupe des crossoptérygiens, qui étaient à leur apogée il y 400 millions d’années. Il est notamment co-auteur de L'évolution du comportement humain explorée à travers l’exemple du cœlacanthe.
Depuis 1986, Raphaël Plante est associé aux recherches menées sur le cœlacanthe (Latimeria chalumnae, Smith 1938) dans les eaux de l'archipel des Comores. Il est partenaire du programme de recherche et d'études avec H.W. Fricke biologiste allemand, du Institut Max Planck et professeur honoraire de Ludwig-Maximilians-Universität München für Verhaltenphysiologie de Seewiesen. Dans une de ses publications sous forme de roman Christine Adamo explique comment en 1987, Hans Fricke et Raphaël Plante, du centre d'océanologie de Marseille, observent pour la première fois le poisson dans son milieu naturel, 200 mètres sous la surface, à bord d'un sous-marin de poche Jago. Constatant le déclin de l'espèce, les chercheurs envisagent de créer un parc pour la protéger. « L'idée de Fricke et de Plante était de fixer dans le fond une caméra sous-marine qui resterait présente en permanence et retransmettrait les images en surface, dans une zone interdite à la pêche - a priori autour des grottes qu'affectionnent les cœlacanthes. Sur la terre ferme, un centre de recherches et d'informations et des infrastructures d'accueil seraient disponibles pour les visiteurs ».
Plante et Fricke tentent de comprendre les relations historiques entre les hommes, populations locales ou scientifiques, et le poisson. Ils analysent les méthodes et impacts de la pêche, ainsi que les recherches scientifiques déjà orchestrées sur cet animal du fond des âges qu'est le cœlacanthe. Cœlacanthe (Latimeria) est l’unique survivant du très ancien groupe zoologique des Crossoptérygiens, et une théorie a tenté de démontrer que dans ce groupe seraient les plus lointains ancêtres de l’Homme, ceux qui ont franchi le pas entre la mer et la terre. En effet, ce groupe fut à l’origine des premiers tétrapodes, c’est-à-dire des animaux pourvus de deux paires de membres. C'est-à-dire que les crossoptérygiens auraient joué "le rôle de groupe charnière entre le passage de la vie aquatique à la vie terrestre".
Puis ils proposent la création d’un « parc cœlacanthe », sur la côte est de la Grande Comore où a été recensée la population principale de poissons (Fricke, Plante, 1995).
En 2009, Raphaël Plante rejoint l'expédition organisée notamment au large des Comores par Dr Hans Fricke éthologiste, metteur en scène et surtout le chef de l'équipe de plongée Jago avec Dr Karen Hissmann biologiste, auteur et chef des opérations de plongée pour l'équipe de plongée de Jago,. C'est à cet endroit qu'ils observent depuis près de vingt ans une population de cœlacanthe d'environ cinq cents individus. Ils ont également observé une population de cœlacanthes en Indonésie en 1999. Ils disposent d'un navire de recherche « l'Indian Ocean explorer » et du submersible Jago.
Raphaël Plante collabore étroitement avec Dr Fricke, Dr Hissmann et l'équipe de plongée de Jago. Le rêve de Raphaël Plante est de créer un parc marin de cœlacanthes aux Comores.

## Phycologie
La Phycologie est l'étude, la reconnaissance et l’identification des algues et plantes marines. C'est une approche pratique s'appuyant sur, la biologie, l’écologie et l’évolution des algues et plantes marines du littoral et leur mode de reproduction . C'est l’étude des critères biologiques et taxinomiques des grands phylums d’algues : Algues vertes, rouges et brunes, plus succinctement diatomées et  dinoflagellés en étudiant leur morphologie, anatomie, reproduction, écologie, classification (incluant les aspects de phylogénie moléculaire). En 1998, Raphaël Plante a participé dans le cadre de l'IFREMER à des études et publications en Phycologie en collaboration avec Philippe Souchu "Flux d'oxygène impliquant les compartiments micro et macrophytobenthiques dans l'étang de Thau en conditions pré-anoxiques"  et Centre océanologique de Marseille (OSU-CNRS), université de la Méditerranée (Aix-Marseille II), UMR 6540 et 6535, station Marine d'Endoume. 

## Publications
- L'évolution du comportement humain explorée à travers l’exemple du cœlacanthe  par Christine Hénon, Gilbert David et Raphaël Plante [14]
- Habitat requirements of the living coelacanth Latimeria chalumnae at Grande Comore, Indian Ocean H. Fricke et Rapahël Plante (March 1988)
- « Coelacanth population, conservation and fishery activity at Grande Comore, west Indian Ocean », extrait de Marine Ecology Progress Series (28 mai 1998, 166, p. 231-236). Amelinghausen, Inter-research, 1998, [6 p.]. Tolbiac – Rez-de-jardin – Magasin – [2000-617476] Plante, R., Fricke, H., Hissmann, K.
- « Les cœlacanthes vivants : la surprise indonésienne » Raphaël Plante Professeur à l’Université de la Méditerranée (DIMAR)